# Lupin jaune
Lupinus luteus · Lupin jaune, Lupin jaune soufre
Espèce
Le lupin jaune ou lupin jaune soufre, Lupinus luteus,  est une espèce de plantes à fleurs du genre Lupinus et de la famille des Fabaceae. C'est une plante herbacée annuelle cultivée pour ses graines tant en alimentation humaine qu'en alimentation animale.

## Aspects botaniques

### Description
Le lupin jaune est une plante herbacée annuelle, plus ou moins pubescente, qui peut atteindre de 30 cm à 50 cm de haut. En 2019, 14 variétés de Lupinus luteus sont répertoriées par l'Union Européenne.

### Répartition et habitat
L'espèce est présente à l'état sauvage dans le bassin méditerranéen, en Corse, et sporadiquement en France continentale.

## Utilisation agricole
Le lupin jaune s'acclimate facilement en milieu tropical. Il ne tolère pas le gel mais reste tolérant à la sécheresse. En Australie, le lupin jaune est considéré comme une plante invasive.
Depuis les années 2000, la fédération de Russie est un important producteur de graines de lupin jaune. Dans l'Union Européenne la Pologne cultive le lupin jaune principalement.

### Améliorant du sol
C'est un excellent engrais vert, grâce à ses capacités symbiotiques de fixateur d'azote atmosphérique. Ensuite, ce bénéfice stocké dans les nodosités avec la biomasse de ses racines profondes associée à sa partie aérienne profiteront, par enfouissement, à la vie du sol et à la culture suivante.

## Alimentation humaine

### Variétés douces ou amères
Les variétés sauvages de lupin jaune sont amères et toxiques car produisant des alcaloïdes, de types quinolizidine, lupanine et spartéine, nécessaires à leur défense, mais pouvant être toxiques si absorbées en grande quantité.
Les variétés sélectionnées de lupin jaune dites lupin jaune doux sont exemptes d'alcaloïdes et peuvent être utilisées par l'homme et comme plantes fourragères en Europe méridionale et en Amérique.

## Galerie

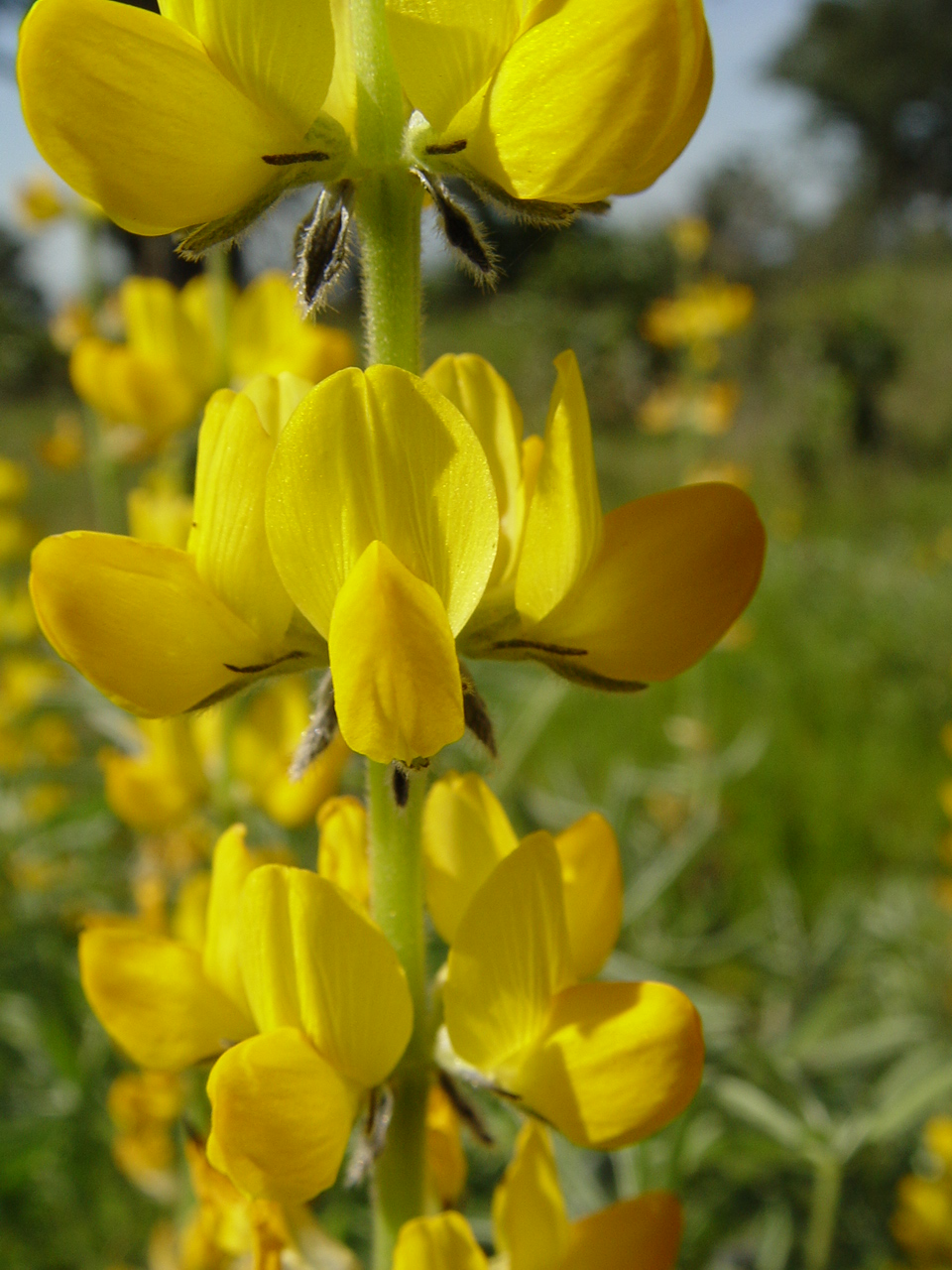
Détail des fleurs de Lupin jaune.
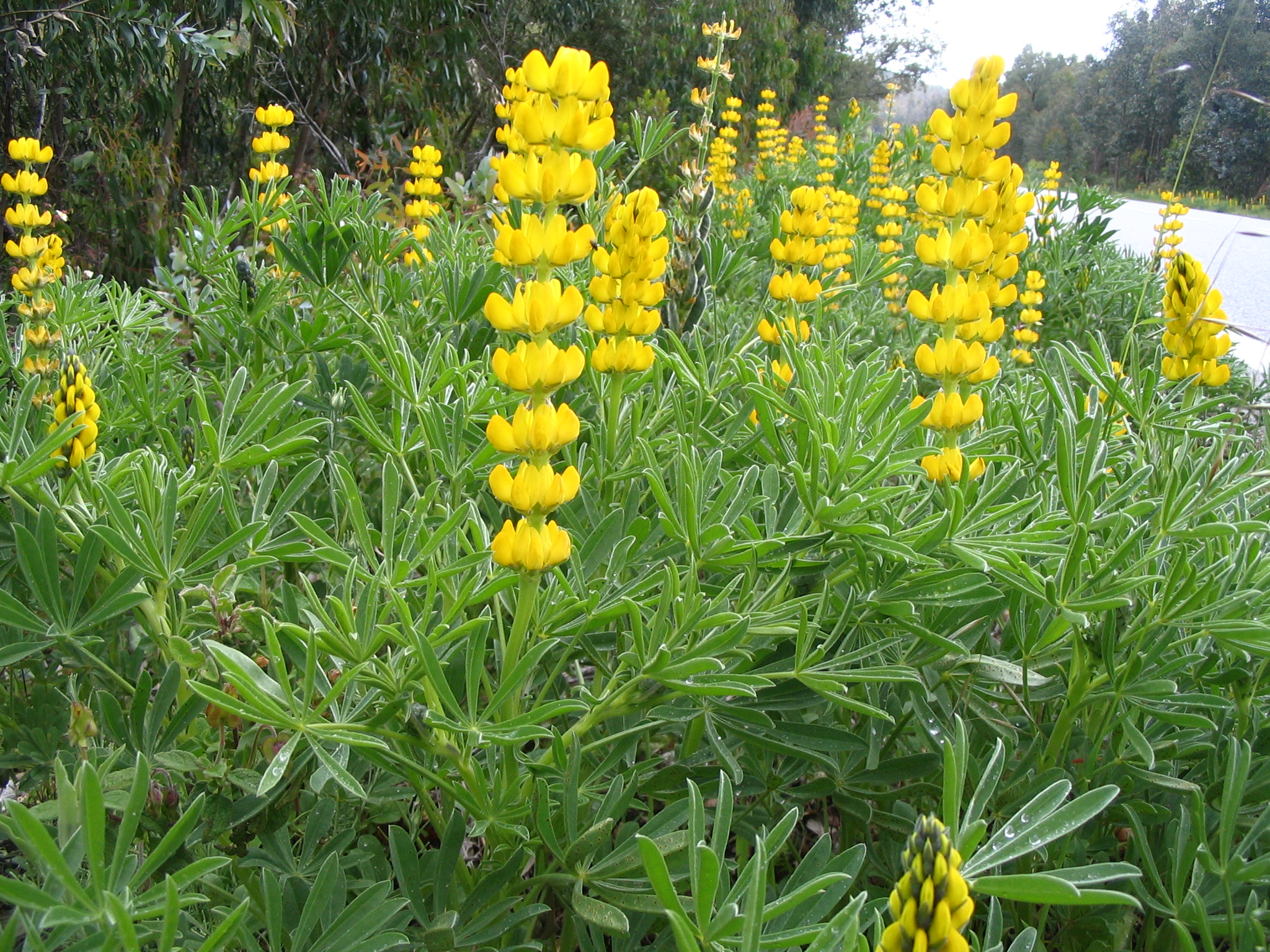
Lupins jaunes envahissant un bord de route au Portugal.
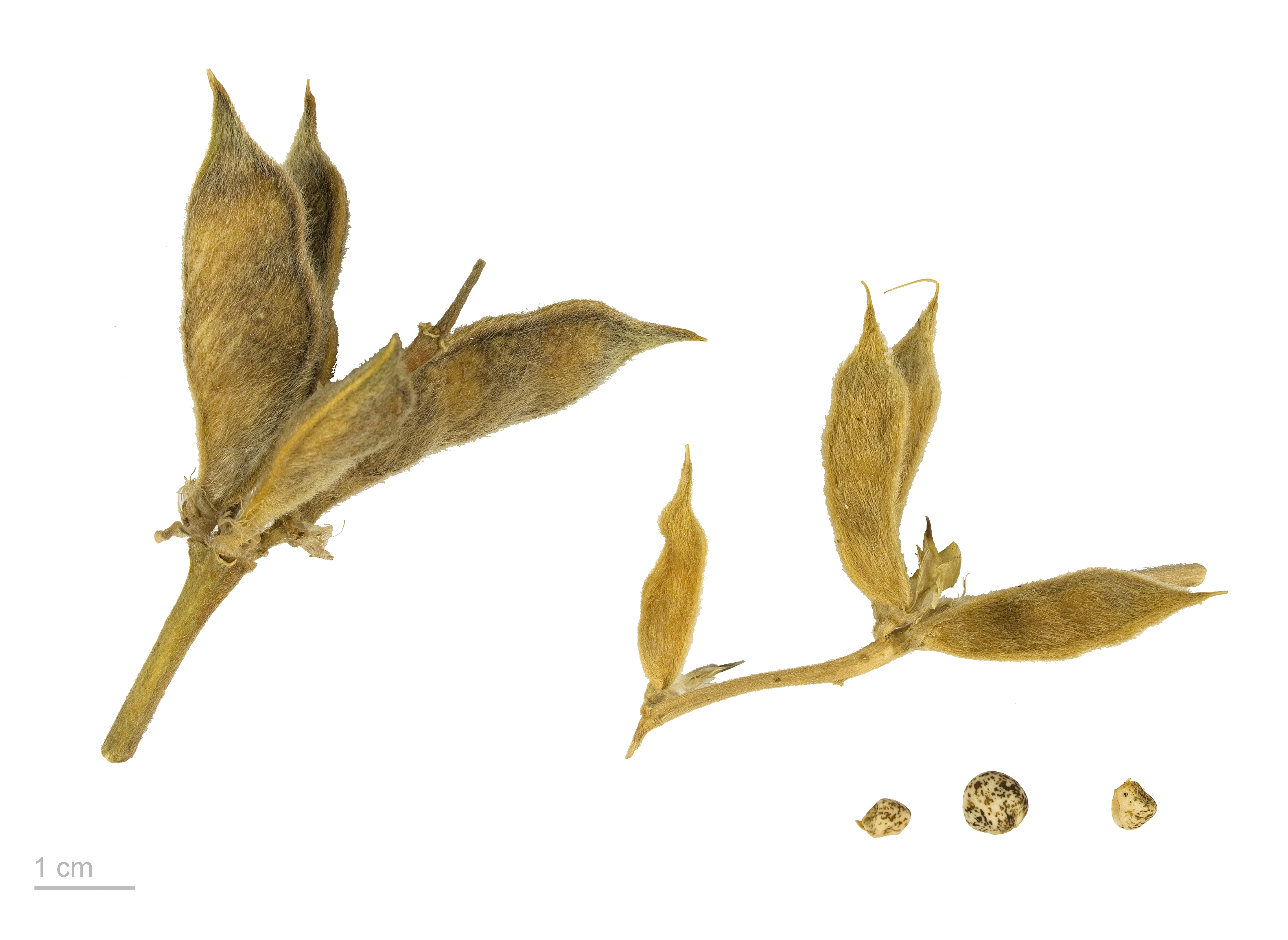
Siliques et graines de Lupins jaunes - Muséum de Toulouse.